# دی‌سدیم فسفات
دی‌سدیم فسفات (به انگلیسی: Disodium phosphate) که با نام آیوپاک سدیم هیدرژن فسفات شناخته می شود، ترکیبی با فرمول شیمیایی Na۲HPO۴ است. که جرم مولی آن 141.96 g/mol می‌باشد. شکل ظاهری این ترکیب، جامد بلوری سفید است.
این ماده یک ترکیب معدنی ضروری با طیف وسیعی از کاربردهای صنعتی و آزمایشگاهی است. فرم خشک و اشکال مختلف هیدراته آن را به یک ماده همه کاره تبدیل می کند که در زمینه های مختلفی مانند تولید مواد غذایی، تصفیه آب و داروسازی کاربرد دارد. علاوه بر این، خواص آن به عنوان یک عامل بافر و امولسیفایر به اهمیت آن در بسیاری از فرآیندهای شیمیایی کمک می کند.

## انواع دی سدیم هیدروژن فسفات
این ماده به شکل هیدراته های محتلفی همچون بدون آب ( خشک) ۲ آب ( دی هیدرات)  ۷ آب (هپتا هیدرات) و همچنین ۱۲ آب ( دودکا هیدرات) موجود است.

### دی سدیم هیدروژن فسفات خشک ( Anhydrous)
دی سدیم هیدروژن فسفات خشک که به نام بی آب آن نیز شناخته می شود، یک جزء حیاتی در کاربردهای مختلف صنعتی و آزمایشگاهی است. بر خلاف همتای هیدراته خود، نوع خشک این ماده هیچ مولکولی آب در ساختار کریستالی خود ندارد. این عدم وجود آب، آن را برای فرآیندهایی که وجود رطوبت می‌تواند با واکنش‌های شیمیایی یا خواص فیزیکی مورد نظر تداخل ایجاد کند، بسیار مطلوب است.
یکی از مزایای کلیدی استفاده از نوع بدون آب، پایداری و قوام آن در فرمولاسیون است. این شکل از این محصول بدون تغییرپذیری ایجاد شده توسط محتوای آب، امکان کنترل دقیق شرایط واکنش و ویژگی های محصول نهایی را فراهم می کند. علاوه بر این، عدم وجود آب، خطر خوردگی یا تخریب را در سیستم‌های حساس به حداقل می‌رساند و آن را به انتخابی مطمئن برای بسیاری از فرآیندهای صنعتی تبدیل می‌کند.
در آزمایشگاه ها و تأسیسات تولیدی، دی سدیم هیدروژن فسفات خشک نقش مهمی در آماده سازی بافر، فرمولاسیون معرف و به عنوان تنظیم کننده pH در فرآیندهای شیمیایی مختلف ایفا می کند. تطبیق پذیری و قابلیت اطمینان آن، آن را به یک ترکیب شیمیایی ضروری در صنایع مختلف تبدیل می کند و پشتیبانی ضروری را برای کاربردهای متعدد از تولید مواد غذایی گرفته تا تولید دارو فراهم می کند.

### دی سدیم هیدروژن فسفات ۲ آب (Dihydrate)
دی سدیم هیدروژن فسفات 2 آب ، همچنین به عنوان دی هیدرات شناخته می شود، یک ترکیب حیاتی است که به طور گسترده در صنایع و کاربردهای مختلف استفاده می شود. اهمیت این ماده شیمیایی در تطبیق پذیری و نقش آن به عنوان یک عامل بافر، امولسیفایر و حتی یک افزودنی غذایی است. وجود دو مولکول آب در ساختار آن حلالیت آن را افزایش می دهد و آن را به یک ماده موثر در داروها، شوینده ها و محصولات غذایی تبدیل می کند.

### دی سدیم هیدروژن فسفات ۷ آب (Heptahydrate)
دی سدیم هیدروژن فسفات 7 آب ، شکلی از این ماده حاوی هفت مولکول آب، نقش مهمی در فرآیندهای مختلف صنعتی و آزمایشگاهی دارد.

### دی سدیم هیدروژن فسفات ۱۲ آب (Dodecahydrate)
دی سدیم هیدروژن فسفات 12 آب که به نام دودکاهیدرات نیز شناخته می شود، یک ترکیب شیمیایی مهم با طیف وسیعی از کاربردها است. این شکل هیدراته با فرمول شیمیایی Na2HPO4•12H2O نقش مهمی در صنایع مختلف از جمله تولید مواد غذایی، داروسازی و کشاورزی ایفا می کند.